# Lobfeniga fiskar
Lobfeniga fiskar (Sarcopterygii) är en underklass fiskar som uppkom under silur med köttiga, extremitetsliknande "lober", en sorts stumpaktiga ben som fenorna sitter fästade på. Mot slutet av devonperioden utvecklade en art ben och gick upp på land. Det är ännu oklart vilken denna art är, men den kom att utvecklas till släktet Ichthyostega.
Underklassens medlemmar har en lunga. För ordningen tofsstjärtfiskar antogs att den var utdöd men 1938 upptäcktes levande individer. I kraniet är Squamosum och Praeoperculum två från varandra skilda ben. Ett hål mellan ögonen (Spiraculum) är stängd.

## Ordningar
Lobfeniga fiskar indelas i tre ordningar:
- Tofsstjärtfiskar (Coelacanthiformes), exempelvis havstofsstjärt, också kallad kvastfening
- Koanfiskar (Rhipidistia)
- Lungfiskar (Dipnoi) 3 familjer med totalt 6 arter.